# Oeveramarant
De oeveramarant of hoge amarant (Amaranthus tuberculatus, synoniem: Amaranthus rudis) is een eenjarige plant uit de amarantenfamilie (Amaranthaceae). In Nederland is oeveramarant rond 2017 gevonden op enkele plaatsen in het Rivierengebied. Het aantal chromosomen is 2n = 32.

## Kenmerken
De oeveramarant is een eenjarige plant die 90-200 cm hoog wordt. De stengels staan rechtop. Het blad is 1,5-15 cm lang en 0,5-3 cm breed. De onderste bladeren zijn ovaal of omgekeerd eivormig en de stengelbladeren zijn langwerpig of elliptisch tot smal lancetvormig. De bladrand is gaaf en de top is stomp of afgerond tot wigvormig.
De oeveramarant bloeit vanaf juli tot in oktober met groen-roodpaarse bloemen in eindstandige, onbebladerde, 10–20 cm lange schijnaren. Ook zijn er nog enkele bladokselstandige schijnaren aanwezig. De plant is eenslachtig en tweehuizig. De mannelijke bloemen hebben vijf meeldraden. De soort is door een waslaag glanzend en heeft een vijfbladig, vrouwelijk bloemdek. De steelblaadjes zijn duidelijk korter dan de buitenste bloemdekbladen. Smalle, lange bladeren en de aanwezigheid van drie of vier stijlen zijn kenmerkend voor deze soort. De groene of roodpaarse bloeiwijze bestaat uit eindstandige, onbebladerde schijnaren. Ook zijn er nog enkele bladokselstandige schijnaren aanwezig. De vrucht is een 1,5 mm groot nootje en springt overdwars open. De glanzende zaden zijn donker roodbruin tot donkerbruin en 0,7-1 mm groot. De bestuiving geschiedt door middel van de wind, waarbij het pollen een allergische reactie kan opwekken.

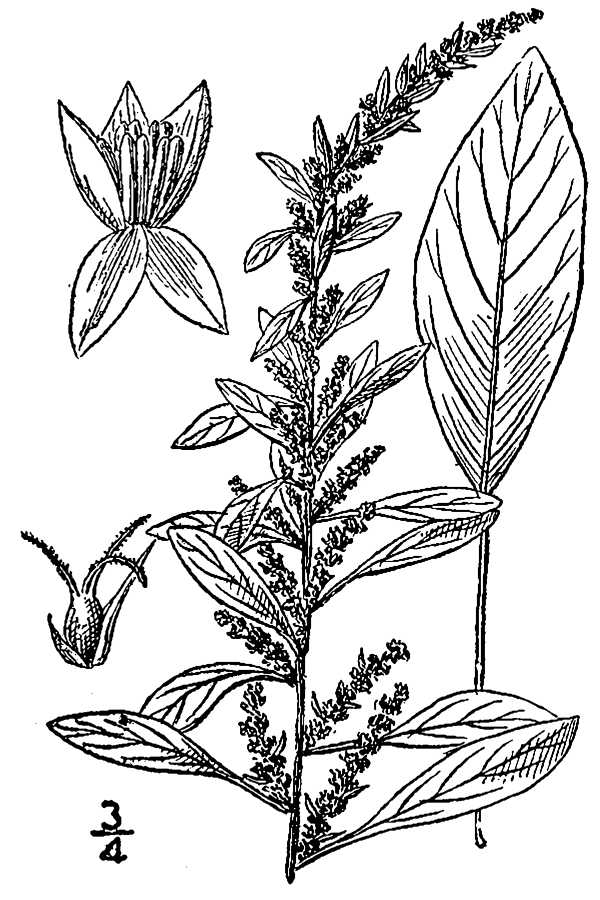
Illustratie
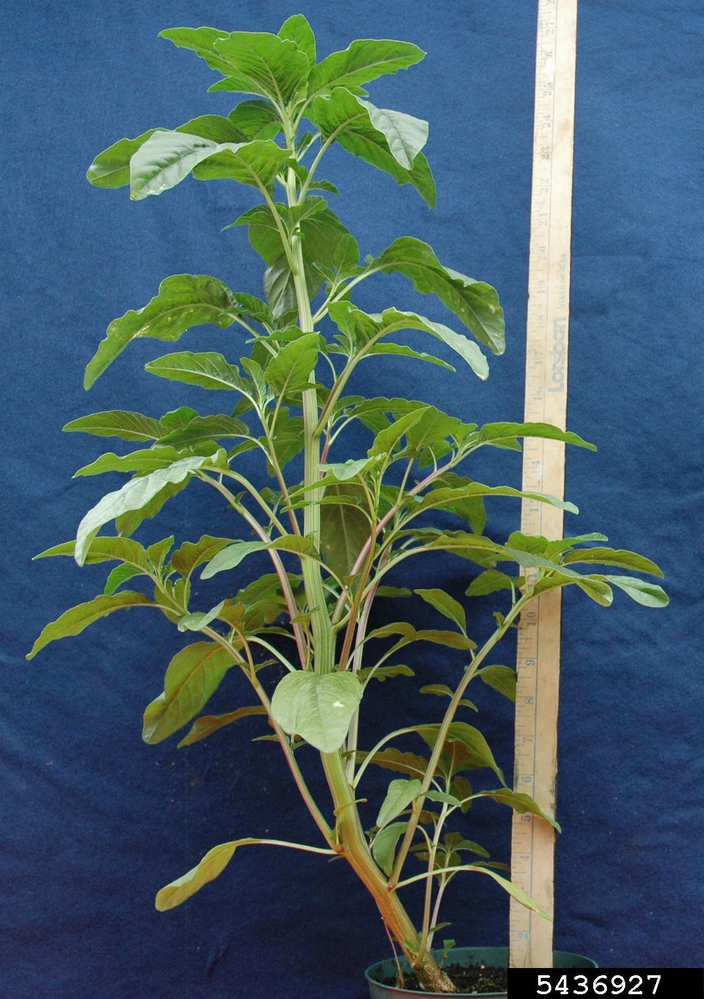
Plant
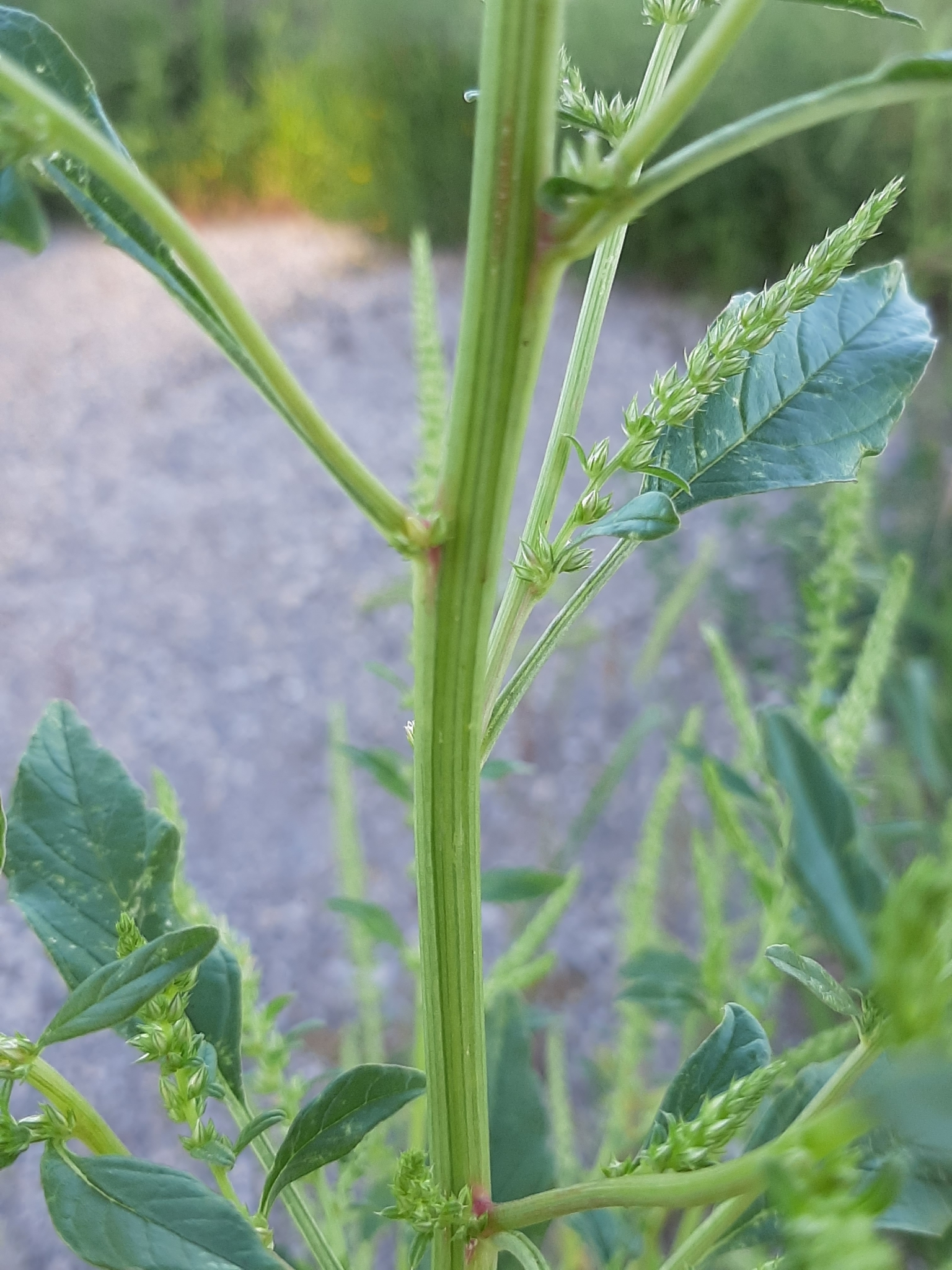
Stengel
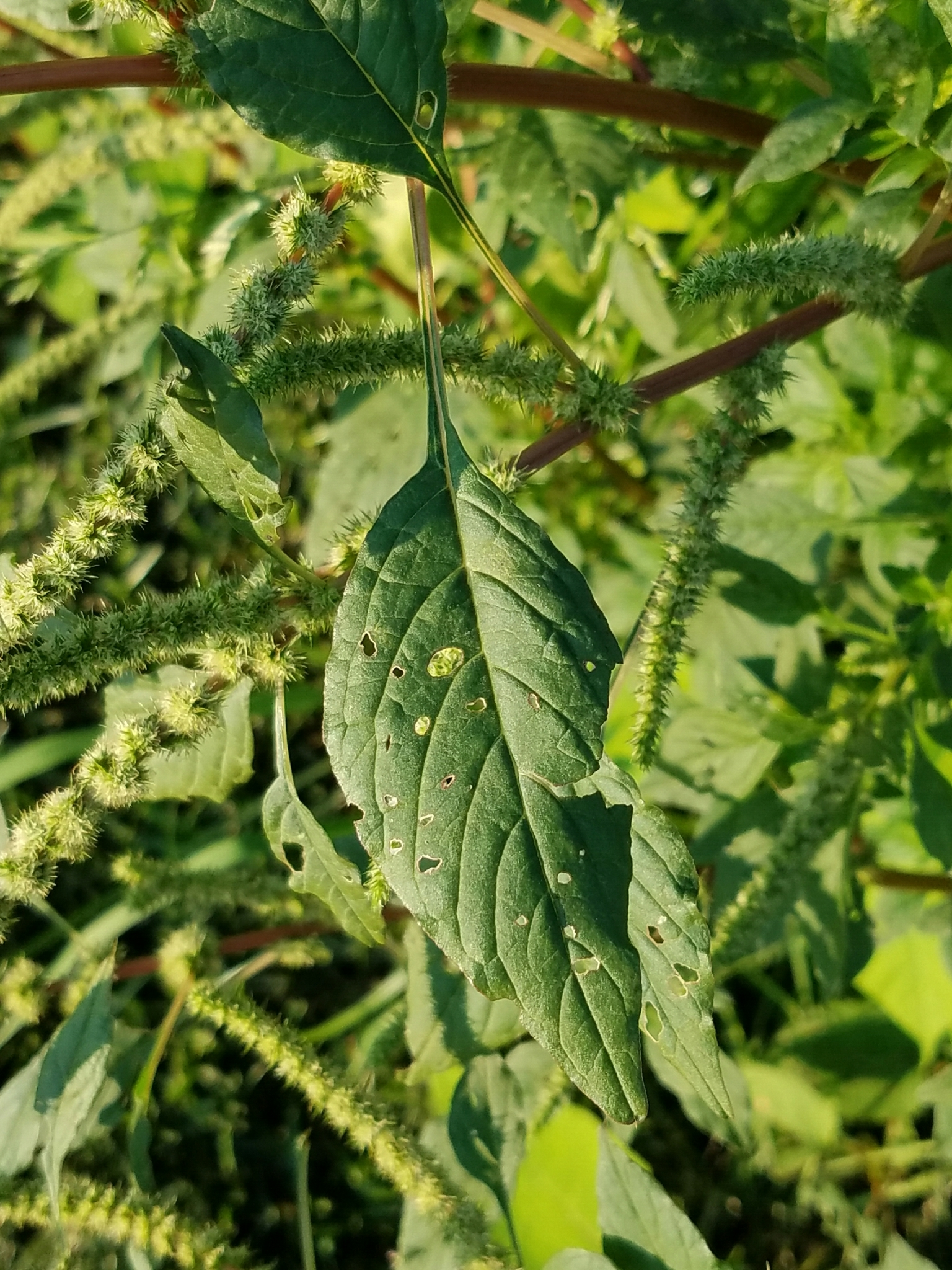
Blad
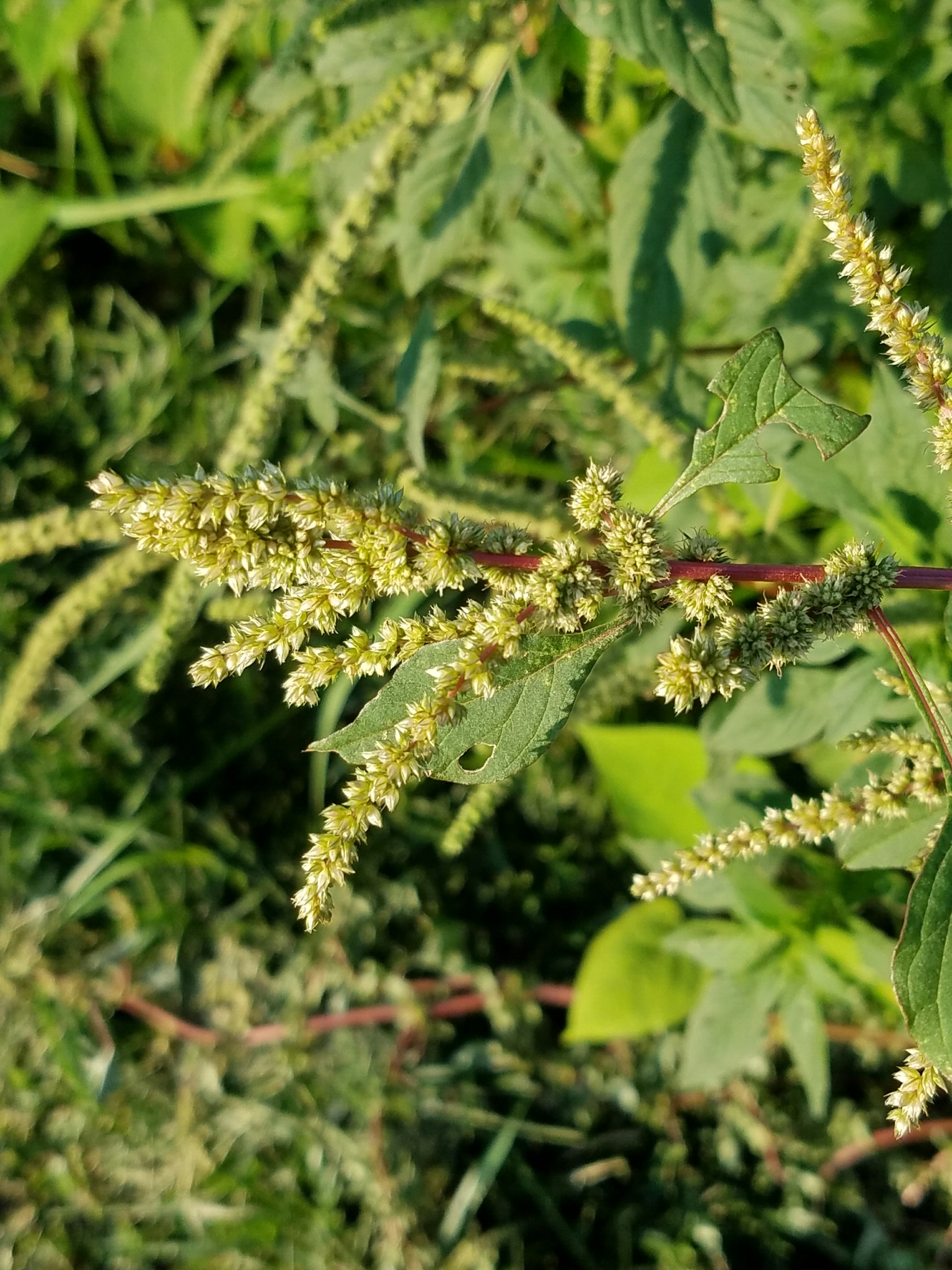
Bloeiwijze
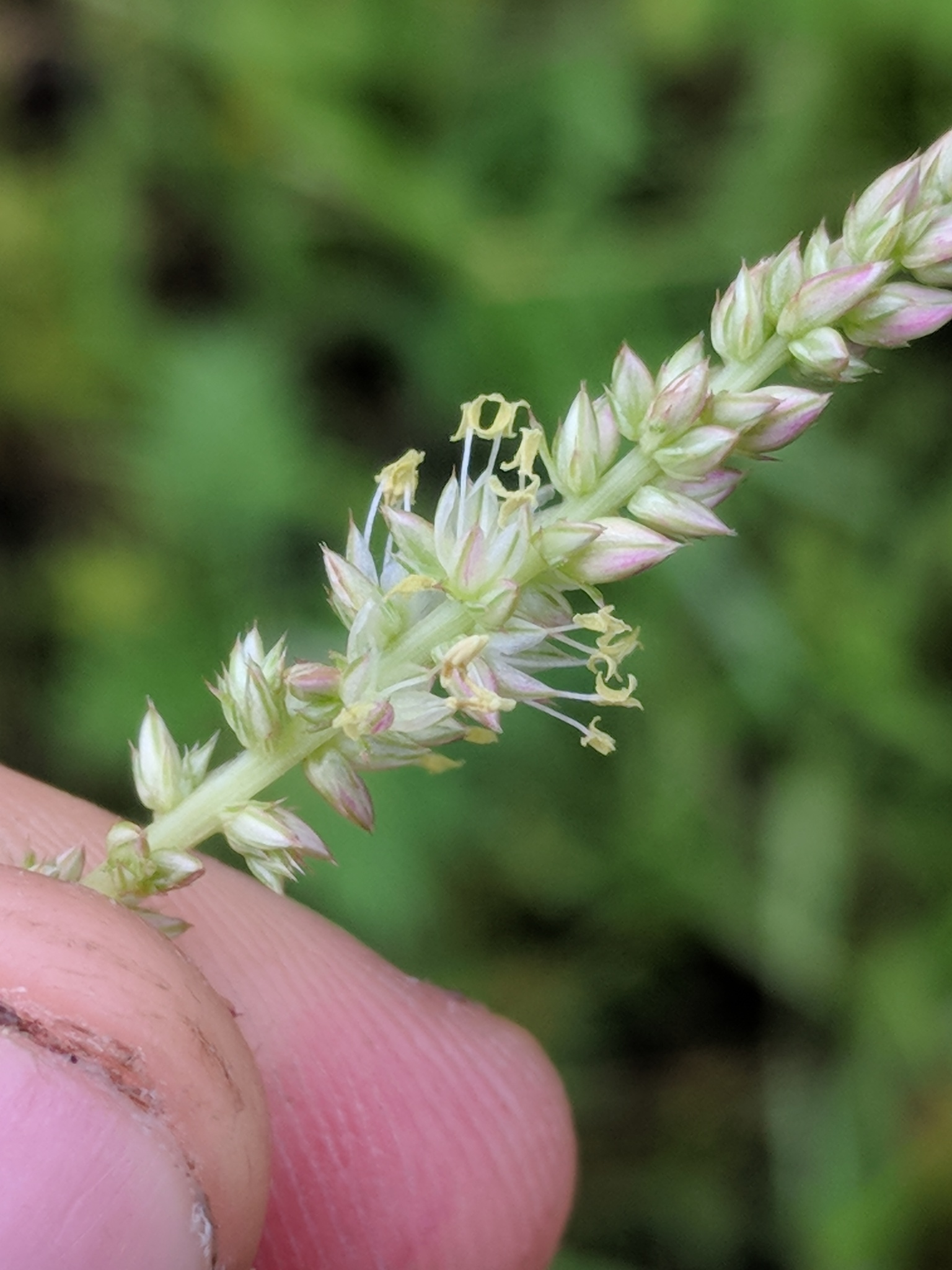
Mannelijke bloemen
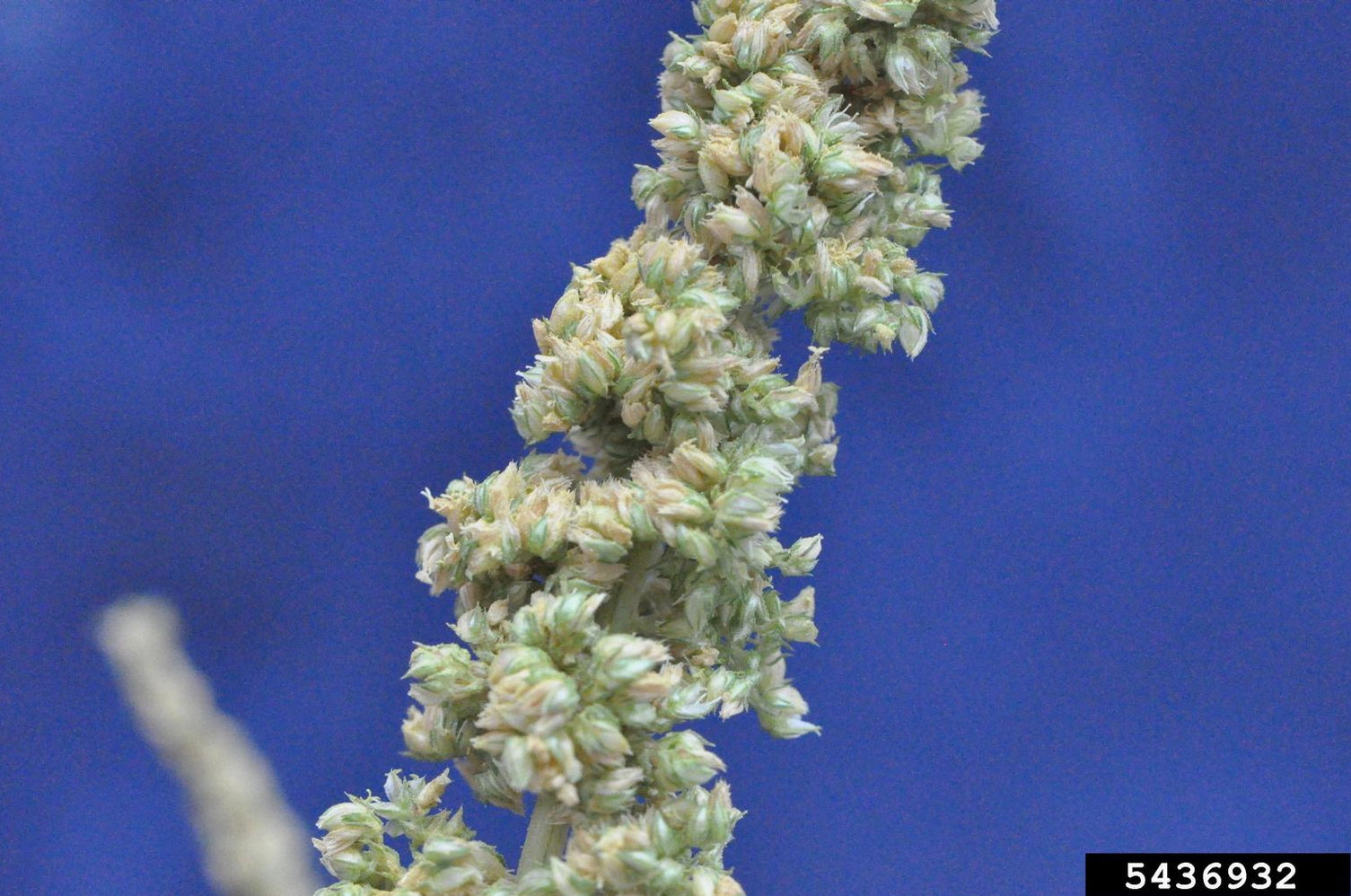
Vrouwelijke bloemen

## Ecologie en verspreiding
De oeveramarant is een zeer zeldzame soort. De plant staat op zonnige, vochtige tot natte, voedselrijke bodems, bestaande uit leem en kleiige leem. Deze amarant heeft een voorkeur voor omgewerkte grond. De oeveramarant kan ook op drogere en armere grond groeien, maar blijft dan duidelijk kleiner. De plant groeit op oevers van waterstromen, kleine plassen en vijvers, in voedselrijke moerassen en op moddervlakten. Verder ook op vochtige plaatsen in akkers en weilanden, zandopslagplaatsen en ruderale plekken. De plant stamt oorspronkelijk uit Noord-Amerika, waar hij zich gedraagt als invasieve soort en is ook op een paar plaatsen in Europa opgedoken.